# Perioada Uruk
Perioada Uruk (aprox. 4000 î.Hr. până la 3100 î.Hr.) a fost o cultură mesopotamiană care a succedat perioadei Ubaid.
Numită după orașul Uruk, această perioadă este marcată de apariția vieții urbane și a scrierii cuneiforme în Mesopotamia.
A fost urmată de civilizația sumeriană. Înfrânge armata guților și stabilește independența Sumerului. Uruk va rămâne timp de două milenii un important centru religios, aici fiind venerați zeii Iștar și Dumuzi. Templele au fost restaurate de regele Hammurabi, de regii kasiți ai Babilonului, de suveranii asirieni și chaldeieni. Cetatea dispare în epoca sasanidă.